# Thomas Olumbo
Thomas Olumbo, detto Smatts (... – Nairobi, 2 febbraio 2014), è stato un allenatore di pallacanestro keniota.

## Carriera
Ha guidato il Kenya ai Campionati africani del 2013.